# Vetluga
El Vetluga -Ветлуга (rus)- és un riu de Rússia, un dels grans afluents del Volga. Té una llargària de 889 km i una superfície de més de 39.400 km². Passa per l'óblast de Kírov, de Kostromà, de Nijni Nóvgorod i per la República de Marí El.
El Vetluga neix a la part occidental de l'óblast de Kírov, molt a prop de Lenínskoie. Discorre primer en un tram curt en direcció nord-est, i després gira progressivament cap a l'oest i s'endinsa en l'óblast de Kostromà per la seva part nord-oriental. Continua encara cap a l'oest, en un tram en què rep per l'esquerra les aigües del Vokhma, i prop de Verkhnespàsskoie gira cap al sud. Rep per l'esquerra els rius Bolxoi Sanga i Neja, passa prop de Xarià i abandona Kostromà per entrar en l'óblast de Nijni Nóvgorod pel seu extrem nord. El riu travessa tota la província per la seva part oriental, passant per les viles de Vetluga, Vetlujski i Voskressénskoie, on el riu gira una mica en direcció sud-est. Poc després, deixa Nijni Nóvgorod i entra en la República de Marí El per la seva part nord-occidental. Desemboca uns quilòmetres aigües avall de la cua de l'embassament de Txeboksari, construïda el 1980.
Els principals afluents en són, per l'esquerra, els rius Neja, Bolxaia Kaksi, Khuronga i Usta, el més important; i per la dreta els rius Votxma i Lkhunda.
El riu es glaça entre els mesos de novembre-desembre i març-abril; durant la resta de l'any, és navegable des de la desembocadura del riu fins a uns 700 km fins a la confluència amb el Vokhma.